# Exocentrus nitens
Exocentrus nitens là một loài bọ cánh cứng trong họ Cerambycidae.